# Survey Copter Aliaca
Le Survey Copter Aliaca est un drone de reconnaissance tactique français, utilisé par la Marine française dans le cadre du Système de Mini-Drone aérien embarqué de la Marine (SMDM), conçu et fabriqué par la PME Survey Copter, filiale d’Airbus Defence and Space depuis 2011. Lancé à l’aide d’une catapulte et récupéré à l’aide d’un filet, l’Aliaca peut être mis en œuvre rapidement et sans infrastructure particulière. Doté d’une propulsion électrique, il est équipé de systèmes de surveillance optique et électronique. Dans la marine française, il équipe les navires de plus petite taille comme les patrouilleurs, les plus importants devant recevoir quant à eux le Système de drone aérien de la Marine.

## Historique
La première version de l’Aliaca, le Survey Copter DVF 2000, fait l’objet d’une première expérimentation par la Marine française à l’été 2014, avec un embarquement sur l’aviso de classe d'Estienne d'Orves Commandant Bouan lors d’une évaluation opérationnelle [EVALOPS] menée par le Centre d’expérimentations pratiques et de réception de l’aéronautique navale [escadrille CEPA/10S]. D’autres tests d’une version aux dimensions définitives sont ensuite effectués à bord de son navire-jumeau le Commandant Birot en 2019, puis en octobre 2020, avec un test opérationnel réalisé au sud de Chypre à bord de la frégate légère furtive La Fayette, où ses capacités sont appréciées des marins.
Une première commande est annoncée le 9 juin 2020 dans le cadre du plan de soutien à la filière aéronautique du gouvernement Philippe II, de façon anticipée par rapport à ce qui était prévu par la Loi de programmation militaire 2019-2025. Signée par la Direction générale de l'Armement [DGA] le 11 février 2021, pour un montant de 19,7 millions d’euros, celle-ci porte sur 11 systèmes, chacun composé de deux drones et de leur équipement de pilotage, de lancement et de récupération, prévus pour équiper les patrouilleurs de haute mer (ex-avisos) de classe d’Estienne d’Orves et leurs successeurs les  patrouilleurs océaniques, ainsi que les frégates de classe La Fayette et Floréal. L’objectif, pour la Marine nationale, est de permettre à ces navires, qui ne peuvent pas toujours embarquer d’hélicoptère, de disposer tout de même de moyens de surveillance déportés, au-delà de l'horizon radar des navires. Les premières livraisons ont lieu début 2022, et sont suivies d’une évaluation opérationnelle à bord du Commandant Bouan. Lors de cette opération, les drones donnent satisfaction, notamment lors des opérations de police des pêches, ce qui conduit la Marine à envisager d’acquérir des systèmes supplémentaires pour équiper ses sémaphores. Les trois premiers systèmes sont déclaré opérationnels par la DGA le 28 juillet 2022, sous l’appellation officielle de « Système de Mini-Drone aérien embarqué de la Marine », ou SMDM.
Le premier déploiement opérationnel a lieu entre décembre 2022 et février 2023 à bord du patrouilleur Commandant Ducuing. Lors de cette mission dans le golfe de Guinée, réalisée dans le cadre de la Mission Corymbe, l’emploi de l’Aliaca permet notamment la détection de deux navires de pêche chinois pêchant sans permis, après avoir coupé leur système d'identification automatique contrairement aux exigences du droit maritime, qui peuvent ainsi être arraisonnés par des patrouilleurs Guinéens,.
Le 6 décembre 2023, appuyé par un SMDM, un autre patrouilleur saisit 5 tonnes de cocaïne dans le même secteur. Quelques mois plus tôt, le drone embarqué sur le Premier Maitre l'Her permet la localisation et le sauvetage d'un chimiquier, le Monjasa Reformer, victime d'un acte de piraterie.
Les succès rencontrés par l’Aliaca lors de ses embarquements sur les patrouilleurs de haute mer conduit par la suite la Marine Nationale à décider, en 2024, qu’il équiperait l’ensemble de ses 21 navires de second rang en 2026. Les premiers concernés sont les patrouilleurs outre-mer, dont les premiers exemplaires, l’Auguste Bénébig et le Teriieroo a Teriierooiterai le reçoivent dès leur lancement. La première frégate équipée est le Nivôse, en 2024 ; la cohabitation du drone avec les hélicoptères Dauphin ou Panther embarqués sur les frégates oblige au développement de procédures de lancement et de récupération adaptées, ainsi qu’à la mise en place de mesures destinées à éviter les collisions en vol.

## Caractéristiques techniques
L’Aliaca est un drone léger à voilure fixe d’une longueur de 2,2 m et d’une envergure de 3,6 m, permettant une masse maximale au décollage de 16 kg, dont 1,5 kg de charge utile. Il dispose d’un empennage en configuration bipoutre encadrant une hélice propulsive, actionnée par un moteur électrique lui assurant un fonctionnement silencieux. Sa vitesse de croisière va de 65 à 100 km/h. En plus des phases de vol propulsé, le moteur peut être coupé et le drone utilisé comme un planeur.
Destiné à être utilisé sans infrastructure particulière, par exemple sur de petits navires ou plates-formes pétrolières ne disposant pas d’hélisurface, l’Aliaca est lancé à l’aide d’une catapulte, et récupéré de manière entièrement automatique à l’aide d’un filet. Drones, catapulte, filet et station de contrôle sont fournis ensemble et prévus pour être installables facilement,. En effet, l’ensemble tient dans quatre caisses manipulables facilement, et peut être déployé en moins de 15 minutes par deux opérateurs.
Pour remplir ses missions de surveillance, le drone est équipé d’un ensemble électro-optique avec caméra gyrostabilisée, optique/infrarouge [EO/IR] GX5 utilisable de jour comme de nuit, ainsi que d’un récepteur AIS permettant de suivre des navires dans un rayon de plusieurs centaines de kilomètres (pourvu que leurs balises soit allumées, comme le requiert la réglementation).

## Versions

### DVF 2000
Le DVF 2000 est la première version de l’Aliaca. Testé en 2014, il est doté d’une propulsion par moteur électrique, ne pèse encore que 11 kg, pour une longueur d’1,2 m et une envergure de 3 m. Il dispose d’une autonomie de 2 h pour un rayon d’action de 50 km environ, et embarque un équipement militaire constitué d’un ensemble électro-optique permettant une vision à 360°.

### Aliaca Evo
L’Aliaca Evo est la version de base, choisie par la marine française, initialement toujours connue sous le nom de DVF 2000. Comme celui-ci, il est équipé d’un ensemble électro-optique, auquel s’ajoute un récepteur AIS. Il est également doté d’une propulsion électrique, mais son autonomie a été portée à 3 h pour une portée de 50 km.

### Aliaca ER
L’Aliaca ER, pour Extended Range (portée augmentée), est une version de l’Aliaca Evo dont la propulsion est assurée par un moteur Diesel alimenté au carburant aviation. Cette différence lui assure une autonomie et une portée supérieures, de respectivement 6 h et 100 km. Il possède également un système de liaison permettant un débit de données plus élevé. Il est présenté au public lors du salon Euronaval 2022.

### Aliaca VTOL, Evo et ER
Début 2025, Survey Copter présente une version ADAV (VTOL) doté de quatre hélices permettant le décollage et l’atterrissage vertical en plus de la propulsion en mode voilure fixe, d'une masse maximale de 27 kg et une envergure de 3,5 m pour 2,1 m de longueur. Plus facile à mettre en œuvre, il est proposé en deux versions : soit électrique (Aliaca VTOL Evo) avec une endurance de 3 h et 50 km de portée, charge utile de 2 kg ; soit thermique hybride (Aliaca VTOL ER) avec 6 h d’endurance sur 80 km et une charge utile de 3 kg. Présenté pour la première fois au salon SOFIN dédié aux forces spéciales en avril 2025, il s'adresse aux forces terrestres (y compris pour le transport de charges - vivres, munitions, carburant, pièces de maintenance, kit de premiers secours, radios de secours, etc.), mais il fait aussi l'objet d'une demande expresse de la Marine nationale pour un drone d'usage simplifié. 